# Stazione di Sagunto
La stazione di Sagunto (in spagnolo Estación de Sagunto; in catalano Estació de Sagunt) è una stazione ferroviaria della linea Valencia-Tarragona che serve la città di Sagunto, nella Comunità Valenciana. È capolinea della ferrovia per Saragozza.

## Storia
La stazione fu attivata il 20 agosto 1862 dalla Sociedad de los Ferrocarriles de Almansa a Valencia y Tarragona (AVT) in occasione dell'apertura della ferrovia Valencia-Sagunto.
Il 15 maggio 1898 fu aperto il troncone Segorbe-Sagunto, primo tratto della linea che avrebbe unito Valencia con Teruel.

## Movimenti
La stazione è servita dai treni a lunga percorrenza Alvia e Talgo, dai convogli Media Distancia e dalle linee suburbane C-5 e C-6 delle Cercanías di Valencia.